# Ten Zan: The Ultimate Mission
Ten Zan: The Ultimate Mission (também conhecido como Missione Finale) é um filme de ação e ficção científica de 1988 escrito e dirigido por Ferdinando Baldi sob o pseudônimo "Ted Kaplan". O filme é estrelado por Frank Zagarino, Mark Gregory, Romano Kristoff, e Sabrina Siani.
O filme, que é uma co-produção internacional entre a Itália e a Coreia do Norte, foi filmado no país asiático. Até hoje, este é um dos poucos filmes ocidentais que não são documentários filmados na Coreia do Norte, e um dos escassos filmes vindo da Coreia que são estrelados por atores americanos. O filme retrata a Coreia do Norte como uma utopia futurística, uma decisão que Baldi explicou como "uma fuga consciente da realidade" que foi imposta pelo regime.
Ten Zan foi um dos oito filmes norte-coreanos exibidos no Festival de Filmes de Udine do Extremo Oriente em 2000. Em uma reportagem da revista Asiaweek, Richard James Havis chamou o filme de "realmente lamentável", dizendo: "A atuação, assim como o roteiro, é pior do que os filmes de propaganda".

## Roteiro
Um grupo de conhecidos delinquentes estão realizando experimentos no Extremo Oriente. Eles descobriram uma substância que consegue penetrar nas células humanas e mudar a composição dos genes e dos cromossomos. Os experimentos são realizados em jovens garotas que são sequestradas de suas vilas e levadas ao "Centro", que está fortemente vigiado por mercenários. O líder dos cientistas é o professor Larson, que sonha em criar uma raça superior que vai dominar o mundo. As organizações científicas da Ásia e da Europa estão cientes dos experimentos e decidem agir. Dois ex-comandos são acionados para acabar com a operação.

## Elenco e personagens
- Lou Mamet (Frank Zagarino): Um mercenário de Mattituck, Long Island. Ele foi contratado pela FSR (Final Solution Research, ou Pesquisa da Solução Final, em português), uma organização que envia comandos para lidar com problemas delicados demais para serem resolvidos pelos canais governamentais oficiais.
- Jason (Mark Gregory): O líder militar dos mercenários responsáveis pelos sequestros
- Ricky (Romano Kristoff): Um intermediário da FSR contratado pelo professor Larson para acabar com os tráfico de garotas. Para isso, ele contrata Lou Mamet. Creditado como Rom Kristoff.
- Mavi (Kim Follet): A irmã mais nova de Rick e interesse romântico de Mamet.
- Glenda (Sabrina Siani): Assistente e amante de Jason. Creditada como Sabrina Syan.
- Professor Larson (Charles Borromel): Professor lituânio da Universidade de Vilnius. Ele está tentando criar a raça superior.[nota 1]

## Produção
A produção de Ten Zan foi uma tentativa de revitalizar a indústria cinematográfica da Coreia do Norte, que não estava conseguindo encontrar outros mercados, mesmo em países comunistas. Foi decidido que seria produzido um filme de ação que se parecesse ocidental o suficiente para passar pelo embargo de produtos norte-coreanos e lucrasse no exterior. Os norte-coreanos foram para o Mercado de Filmes de Cannes, onde propuseram o projeto para o diretor italiano Ferdinando Baldi, que estava promovendo seu filme mais recente, Warbus. Baldi se surpreendeu com a ideia de gravar um filme na Coreia do Norte, mas sua curiosidade venceu e ele aceitou a proposta. Seu primeiro roteiro era sobre a Guerra do Pacífico. O nome do filme, Ten Zan, é uma referência a última base japonesa em Iwo Jima. Ela foi chamada de Pico do Diabo pelos soldados americanos que tentaram capturá-la durante a Batalha de Iwo Jima. Mas o roteiro foi completamente reescrito pelos norte-coreanos.
O filme foi coproduzido pela Coreia do Norte e uma empresa italiana chamada Amerinda. As filmagens aconteceram na Coreia do Norte e duraram oito semanas. As autoridades norte-coreanas interferiam frequentemente com as filmagens, proibindo Baldi de usar certos locais. Os norte-coreanos também estavam relutantes pelo personagem principal ser interpretado por um americano, Frank Zagarino.
O filme possui um grande furo de roteiro. O Professor Larson, que contrata os dois protagonistas no começo do filme, é revelado como o líder da organização antagonista. Em outras palavras, ele contratou os protagonistas para destruir a própria organização. Anos depois, Baldi concedeu uma entrevista, onde afirmou que o trecho realmente não fazia sentido, e culpou a inconsistência como um "problema de produção" por ele não ter acesso às filmagens originais. Baldi especulou que de alguma forma o roteiro foi alterado durante a produção e ele não foi informado.
Zagarino gostava de tirar fotos, o que causou um incidente durante as filmagens quando os norte-coreanos pensaram que ele poderia ser um espião. Anos depois, Baldi afirmou que Zagarino foi preso e encarceirado por dois dias. Mas Zagarino disse em uma entrevista que os norte-coreanos meramente confiscaram sua câmera. Zagarino chamou o filme de "um grande desastre", já que filmar na Coreia do Norte foi muito difícil, e os norte-coreanos "nunca nos davam o que eles prometiam".

## Lançamento
Depois de uma exibição na Itália, Baldi nunca mais teve contato com os norte-coreanos. Por causa de uma briga entre a empresa italiana e a Coreia do Norte, o filme nunca foi lançado na Itália. Ele foi apenas lançado internacionalmente em home video.